# اوه چانگ سوک
اوه چانگ سوک (کره‌ای: 오창석؛ زادهٔ ۲ ژوئن ۱۹۸۲) بازیگر اهل کره جنوبی است. از فیلم‌ها یا برنامه‌های تلویزیونی که وی در آنها ایفای نقش کرده‌است می‌توان به دنیای درون، آتنا: الهه جنگ و دارودسته اشاره کرد.